# ستاره‌های دریایی آستریدائه
ستاره‌های دریایی آستریدائه(نام علمی: Asteriidae) نام یک تیره از راسته ستاره‌های دریایی فورسیپولاتیدا است.